# Roubo de 300 milhões de ienes
O roubo de 300 milhões de ienes (三億円事件, San Oku En Jiken), foi um roubo ocorrido em 10 de dezembro de 1968 em Tóquio, Japão. Um homem que se passava por policial em uma motocicleta impediu funcionários do banco que transferiam dinheiro e roubou 294 milhões de ienes. É o maior assalto da história japonesa. Meio século depois, o caso continua sem solução.

## Roubo

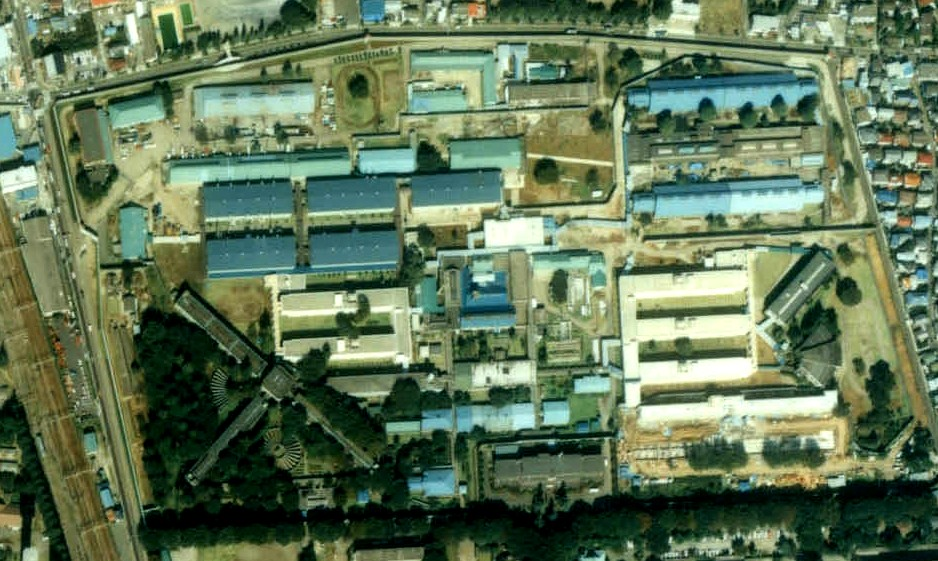
Prisão de Fuchū

Na manhã de 10 de dezembro de 1968, quatro funcionários da filial Kokubunji do Nihon Shintaku Ginko (Nippon Trust Bank) transportavam 294 307 500 ienes (cerca de US$ 817 520 no câmbio de 1968) no porta-malas de um carro da empresa Nissan Cedric. As caixas de metal continham bônus para os funcionários da fábrica de Fuchu da Toshiba.
Um jovem com uniforme de policial de moto bloqueou o caminho do carro, a apenas 200 metros de seu destino, em uma rua ao lado da prisão de Tóquio Fuchū. O falso policial informou aos funcionários do banco que a casa do gerente de sua agência bancária havia sido destruída por uma explosão, e um aviso havia sido recebido de que um artefato explosivo havia sido plantado no carro. Depois que os quatro funcionários saíram do veículo, o policial rastejou para baixo do carro. Momentos depois, ele saiu, gritando que o carro estava prestes a explodir, e fumaça e chamas apareceram embaixo dele. Quando os funcionários se retiraram do veículo, o policial entrou e foi embora.

## Consequências
Após sete anos de investigação, a polícia anunciou em dezembro de 1975 que o prazo de prescrição do crime havia passado. A partir de 1988, o ladrão também foi exonerado de qualquer responsabilidade civil, permitindo-lhe contar sua história sem medo de repercussões legais.